# Metal refractario
| H  |    |    |    |    |    |    |    |    |    |    |    |    |    |    |    |    |    | He |
| Li | Be |    |    |    |    |    |    |    |    |    |    |    | B  | C  | N  | O  | F  | Ne |
| Na | Mg |    |    |    |    |    |    |    |    |    |    |    | Al | Si | P  | S  | Cl | Ar |
| K  | Ca | Sc |    | Ti | V  | Cr | Mn | Fe | Co | Ni | Cu | Zn | Ga | Ge | As | Se | Br | Kr |
| Rb | Sr | Y  |    | Zr | Nb | Mo | Tc | Ru | Rh | Pd | Ag | Cd | In | Sn | Sb | Te | I  | Xe |
| Cs | Ba | La | *  | Hf | Ta | W  | Re | Os | Ir | Pt | Au | Hg | Tl | Pb | Bi | Po | At | Rn |
| Fr | Ra | Ac | ** | Rf | Db | Sg | Bh | Hs | Mt | Ds | Rg |    |    |    |    |    |    |    |
|    |    |    | *  | Ce | Pr | Nd | Pm | Sm | Eu | Gd | Tb | Dy | Ho | Er | Tm | Yb | Lu |    |
|    |    |    | ** | Th | Pa | U  | Np | Pu | Am | Cm | Bk | Cf | Es | Fm | Md | No | Lr |    |
| -- | -- | -- | -- | -- | -- | -- | -- | -- | -- | -- | -- | -- | -- | -- | -- | -- | -- | -- |

| Metales refractarios | Definición extensa de metales refractarios |

Los metales refractarios son una clase de metales que son extraordinariamente resistentes al calor y al desgaste. La expresión se utiliza principalmente en el contexto de ciencia de los materiales, metalurgia e ingeniería. La clasificación de qué elementos pertenecen en este grupo varía. La más común incluye cinco elementos: dos del periodo 5 (el niobio y el molibdeno) y tres del periodo 6 (el tántalo, el tungsteno y el renio). Todos comparten algunas propiedades, como puntos de fusión por encima de los 2000 °C y alta dureza a temperatura ambiente. Son químicamente inertes y tienen una densidad relativamente alta. Su alto punto de fusión hace que la pulvimetalurgia sea el método para fabricar componentes con estos metales. Algunas de sus aplicaciones son herramientas para trabajar metales a altas temperaturas, cables, y hacer de moldes y de vasija para reacciones químicas en ambientes corrosivos. Parcialmente debido al alto punto de fusión, los metales refractarios son estables ante la deformación por fluencia lenta a altas temperaturas.